# Bardyny
Bardyny – wieś w Polsce położona w województwie warmińsko-mazurskim, w powiecie braniewskim, w gminie Wilczęta. Na południe od Bardyn znajduje się rezerwat Ostoja Bobrów na Rzece Pasłęce.
W latach 1975–1998 miejscowość administracyjnie należała do województwa elbląskiego. Miejscowość leży w historycznym regionie Prus Górnych.